# Яворє (Хрпелє-Козіна)
Яворє (словен. Javorje) — поселення в общині Хрпелє-Козіна, Регіон Обално-крашка, Словенія. Висота над рівнем моря: 611,2 м.